# Mya (đơn vị đo)
Trong thiên văn học, địa chất học, và cổ sinh vật học, mya là từ chữ đầu của million years ago, có nghĩa là một triệu năm trước và được sử dụng làm đơn vị đo thời gian trước ngày nay. Nói riêng, một mya bằng một triệu (106) năm trước đây. Các tài liệu về khoa học đã thay thuật ngữ "mya" bằng Ma (mêga annum).
Giống như đơn vị liên quan bya ("tỷ năm trước đây"), mya thông thường được viết bằng chữ thường, khác với đơn vị liên quan Gya, có chữ hoa ở đầu. Thuật ngữ bya đã được thay cho Ga (giga annum).